# Abraxas determinata
Abraxas determinata là một loài bướm đêm trong họ Geometridae.